# البعبع (فلم)
البعبع فيلم كوميدي مصري من إنتاج سنة 2023، الفيلم من إخراج حسين المنباوي، وتأليف إيهاب بليبل، وإنتاج سينرجي للإنتاج الفني، الفيلم من بطولة أمير كرارة، ياسمين صبري، محمد عبد الرحمن، وطرح الفيلم بدور العرض السينمائية في مصر بتاريخ 28 يونيو 2023.
الفيلم من أفلام عيد الأضحى 1444 هـ.

## القصة
تدور أحداث الفيلم في يوم واحد حول سلطان، وهو مجرم مخضرم تم الإفراج عنه من السجن، ليقوم بعدها بعملية تسليم آثار لصالح أحد التجار، لكنه يغدر بهم ويستولي علي الآثار والأموال ويبلغ عنهم الشرطة، ويستعد للسفر خارج مصر، إلا أنه يفاجئ بظهور أبنائه الاثنان في منزلة القديم واللذان لم يكن يعلم عنهما شيء منذ ولادتهما، فيضطر الهروب بهما وسط هجوم إحدى العصابات عليه.

## طاقم العمل
- أمير كرارة (سلطان البُعبُع)
- ياسمين صبري (سلمى)
- محمد أنور (سعادة)
- باسم سمرة (شكري درغام)
- محمد عبد الرحمن (سوكا)
- محمد محمود
- هشام الشاذلي
- محمد عبد العظيم (صبري)
- رحاب الجمل محمد أنور
- ضياء عبد الخالق
- شريف دسوقي
- إنعام سالوسة
- دنيا ماهر
- جان رامز (طفل - مالك)
- منة شلبي ("ضيفة شرف")[3][4]